# Mačevanje na OI 1896.
Mačevanje na OI 1896. u Ateni održavalo se od 7. travnja do 9. travnja u Zappeionu. Održano je u tri discipline: floret i sablja za amatere i floret za profesionalne učitelje. Sudjelovalo je 15 natjecatelja iz 4 zemlje, a borbe su se vodile do 3 pobjede.

## Države sudionice
15 natjecatelja iz četiri države natjecala su se na Olimpijskim igrama u Ateni:
- Austrija (1)
- Danska (1)
- Francuska (4)
- Grčka (9)

## Natjecanje
Ove medalje je retroaktivno dodijelio Međunarodni olimpijski odbor; u to vrijeme, pobjednici su dobili srebrnu medalju.
| Disciplina               | Zlato                   | Srebro                | Bronca                           |
| Floret pojedinačno       | Eugène-Henri Gravelotte | Henri Callot          | Periklis Pierrakos-Mavromichalis |
| Floret za prof. učitelje | Leonidas Pyrgos         | Jean Maurice Perronet | nitko                            |
| Sablja pojedinačno       | Ioannis Georgiadis      | Tilemachos Karakalos  | Holger Nielsen                   |

## Medalje
| Br. | Država    | Zlato | Srebro | Bronca | Ukupno |
| 1.  | Grčka     | 2     | 1      | 1      | 4      |
| 2.  | Francuska | 1     | 2      | 0      | 3      |
| 3.  | Danska    | 0     | 0      | 1      | 1      |